# Évêque de Moray

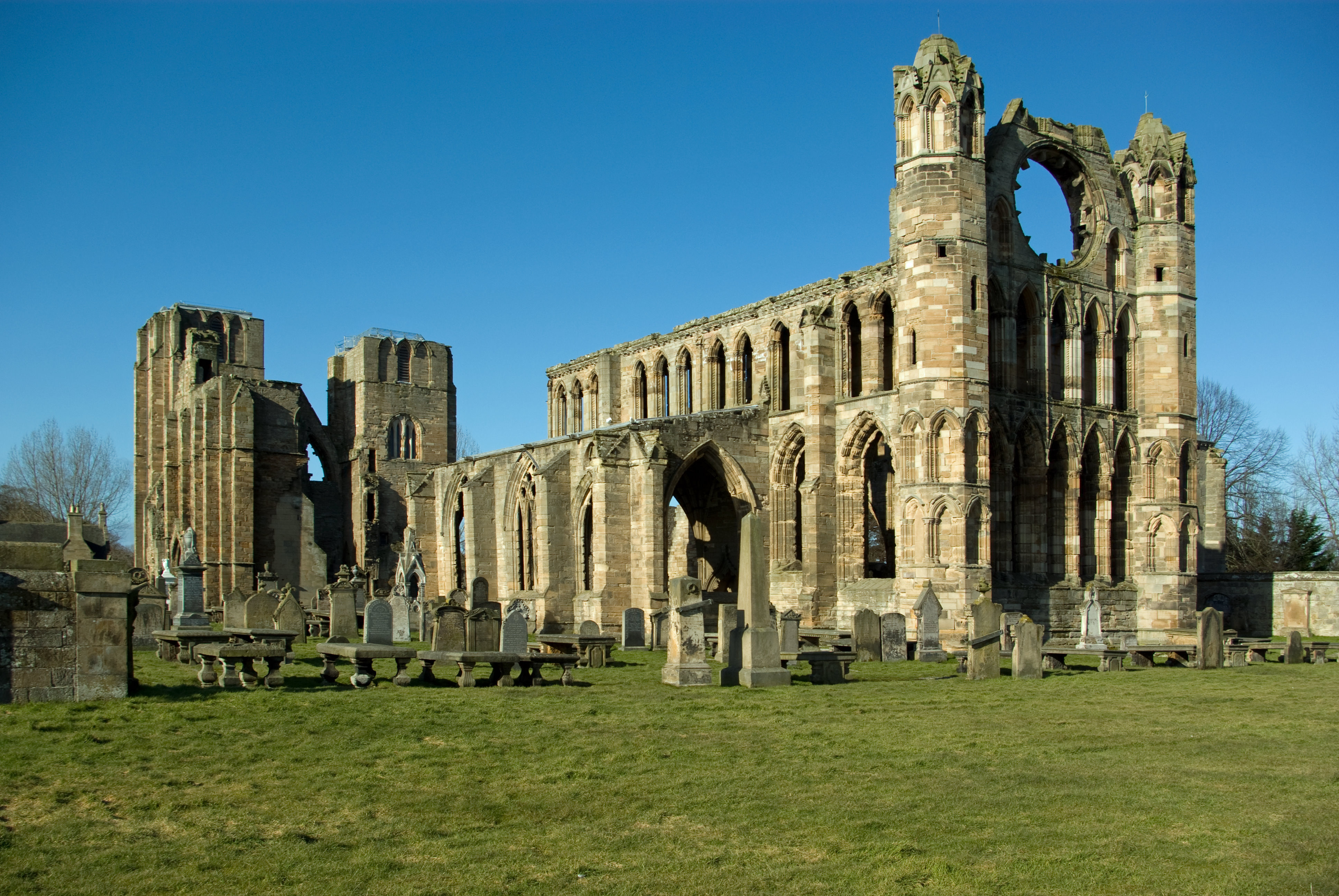
Les ruines de la cathédrale d'Elgin.

L'évêque de Moray, ou évêque d'Elgin, est un ancien prélat écossais. Il était responsable du diocèse de Moray, dans le nord de l'Écosse.

## Histoire
La première mention certaine d'un évêque de Moray figure sur une charte du roi David Ier en 1127. Le siège des évêques de Moray est la cathédrale d'Elgin, mais ils résident également au palais de Spynie.
Après la Réforme écossaise, l'évêché de Moray continue à exister, mais il dépend dès lors de l'Église d'Écosse. Il est définitivement aboli en 1690, comme tous les autres évêchés de cette Église.

## Liste des évêques de Moray

### Jusqu'à la Réforme
- fl. 1114-1128 : Grégoire (en)
- 1153 ou avant – 1162 : Guillaume (en)
- fl. 1166 x 1171 : Félix (en)
- 1171-1184 : Simon de Tosny (en)
- 1187-1203 : Richard de Lincoln (en)
- 1203-1222 : Bricius de Douglas
- 1222-1242 : Andreas de Moravia
- 1244-1251 : Simon de Gunby (en)
- 1252 : Radulf de Lincoln (en)
- 1253-1298 : Archibald
- 1299-1326 : David de Moravia (en)
- 1326-1362 : John de Pilmuir (en)
- 1362-1397 : Alexander Bur (en)
- 1397-1406 : William de Spynie (en)
- 1407-1414 : John de Innes
- 1414-1422 : Henry de Lichton
- 1422-1435 : Columba de Dunbar
- 1435-1460 : John de Winchester (en)
- 1460-1462 : James Stewart (en)
- 1462-1476 : David Stewart (en)
- 1477-1482 : William Tulloch (en)
- 1482-1501 : Andrew Stewart (en)
- 1501 – (1514 x 1516) : Andrew Forman
- 1516-1524 : James Hepburn (en)
- 1525-1527 : Robert Shaw (en)
- 1529-1537 : Alexander Stewart (en)
- 1538-1571 : Patrick Hepburn (en)

### Après la Réforme
- 1573-1589 : George Douglas (en)
- 1602-1623 : Alexander Douglas (en)
- 1623-1638 : John Guthrie (en)
- 1638-1660 : épiscopat aboli
- 1662-1677 : Murdoch MacKenzie (en)
- 1677-1680 : James Aitken (en)
- 1680-1686 : Colin Falconer (en)
- 1687 : Alexander Rose (en)
- 1688-1689 : William Hay (en)